# John Kocinski
John Kocinski (Little Rock, okrug Pulaski, Arkansas, SAD, 20. ožujka 1968.), bivši američki vozač motociklističkih utrka. 

## Životopis i karijera
John Kocinski je rođen 1968. godine u Little Rocku, u američkoj saveznoj državi Arkansas. Prvi put je imao utrku na "minibikeu" već s 4. godine. Od 1981. do 1983. godine se natjecao u AMA National Amateur Championship u "dirt track" utrkama (na zemljanim stazama). 1984. se počinje natjecati u cerstovnom ("road racing") motociklizmu u AMA Superbike prvenstvu, gdje 1986. osvaja 9. mjesto. 1985. godine osvaja prvenstvo WERA National Endurance s motociklom Suzuki 750 u utrkama izdržljivosti. 1987., 1988. i 1989. godine osvaja prvenstvo AMA 250cc Grand Prix vozeći Yamahu u momčadi Kennyja Robertsa - "Team Roberts". Također nastupa i AMA prvenstvima u Superbike i Supersport klasi, te u svejapanskom (eng. All Japan Road Race Championship) u klasama 250cc i 500cc. 
 
Prvi nastup u "Svjetskom prvenstvu - klasa 250cc" ima u sezoni 1988., a 1989. debitira i u "Svjetskom prvenstvu - klasa 500cc" - za momčad "Team Roberts" i vozeći Yamahu. 1989. godine osvaja dvije utrke u Svjetskom prvenstvu 250cc, a 1990. godine postaje prvak s osvojenih 7 pobjeda i ukupno 12 postolja. 1991. i 1992. godine vozi pune sezone u Svjetskom prvenstvu 500cc za Marlboro Team Roberts (motocikl Yamaha YZR500) teos 27 utrka pobjeđuje u dvije, osvojivši 12 postolja. 1991. godine je četvrtoplasirani, a 1992 trećeplasirani u Svjetskom prvenstvu 500cc. 1993. godine prelazi u Team Lucky Strike Suzuki 250 koji nastupa u Svjetskom prvenstvu 250cc s motociklom Suzuki RGV250 - u sedam utrka John Kocinski osvaja dva postolja, ujedno i prva u klasi 250cc za Suzuki. Sredinom sezone 1993. se vraća u Svjetskom prvenstvu 500cc, ovaj put za Cagivinu tvorničku momčad Cagiva Team Agostini. Do kraja sezone uspijeva osvojiti VN SAD-a na stazi Laguna Seca. Na početku sezone 1994. osvaja VN Australije na stazi Eastern Creek, te na kraju sezone s ukupno 7 postolja i 172 boda osvaja treće mjesto. 

Cagiva za sezonu 1995. odustaje od natjecanja u Svjetskom prvenstvu, te Kocinski se te godine pretežno bavi skijanjem na vodi, ali nastupa i na nekoliko utrka AMA Supersport 600 prvenstva. 
 
U sezoni 1996. debitira u Svjetskom Superbike prvenstvu za Ducati (momčad Ducati Corse), te na kraju sezone osvaja treće mjesto s 5 pobjeda i 12 pobjedničkih postoolja. 1997. godine nastupa s momčadi Castrol Honda (motocikl Honda RC45) te postaje prvak Superbike s osvojenih 9 pobjeda i 12 postolja, te postaje prvi prvak Svjetskog Superbike prvenstva koji je prethodno bio prvak neke od klasa Svjetskog prventva (GP). 
 
1998. i 1999. nastupa u Svjetskom prvenstvu 500cc za momčadi Movistar Honda Pons i Kanemoto Nettaxi Honda (motocikl Honda NSR500 V4). 2000. godine nastupa u AMA Superbike prvenstvu (momčad Vance & Hines Ducati), te prvenstvo završava na osmom mjestu. 
 
2001. i 2002. godine je testni vozač za Yamahu, za koju razvija Yamaha M1 - motocikl za MotoGP kategoriju Svjetskog prvenstva, te nakon toga prestaje s aktivnim bavljenjem motociklizmom. 

## Uspjesi u prvenstvima
Svjetsko prvenstvo - 500cc
- trećeplasirani: 1992., 1994.

Svjetsko prvenstvo - 250cc
- prvak: 1990.

Svjetsko prvenstvo - Superbike
- prvak: 1997.
- trećeplasirani: 1996.

AMA - 250 Grand prix (250cc)
- prvak: 1987., 1988., 1989.

WERA National Endurance Champion
- prvak: 1985.

## Osvojene utrke

### Osvojene utrke u natjecanjima sa statusom svjetskog prvenstva
| sezona | prvenstvo                      | momčad                | konstruktor | motocikl      | staza             | osvojena utrka           | izvori                      |
| ------ | ------------------------------ | --------------------- | ----------- | ------------- | ----------------- | ------------------------ | --------------------------- |
| 1989.  | Svjetsko prvenstvo - 250cc     | Team Yamaha           | Yamaha      | Yamaha YZR250 | Suzuka            | VN Japana                | [ 1 ] [ 2 ] [ 3 ]           |
| 1989.  | Svjetsko prvenstvo - 250cc     | Team Yamaha           | Yamaha      | Yamaha YZR250 | Laguna Seca       | VN SAD-a                 | [ 1 ] [ 2 ] [ 3 ]           |
| 1990.  | Svjetsko prvenstvo - 250cc     | Marlboro Team Roberts | Yamaha      | Yamaha YZR250 | Laguna Seca       | VN SAD-a                 | [ 1 ] [ 4 ] [ 5 ]           |
| 1990.  | Svjetsko prvenstvo - 250cc     | Marlboro Team Roberts | Yamaha      | Yamaha YZR250 | Jerez             | VN Španjolska            | [ 1 ] [ 4 ] [ 5 ]           |
| 1990.  | Svjetsko prvenstvo - 250cc     | Marlboro Team Roberts | Yamaha      | Yamaha YZR250 | Misano            | VN Nacija                | [ 1 ] [ 4 ] [ 5 ]           |
| 1990.  | Svjetsko prvenstvo - 250cc     | Marlboro Team Roberts | Yamaha      | Yamaha YZR250 | Assen             | VN Nizozemske (Dutch TT) | [ 1 ] [ 4 ] [ 5 ]           |
| 1990.  | Svjetsko prvenstvo - 250cc     | Marlboro Team Roberts | Yamaha      | Yamaha YZR250 | Spa-Francorchamps | VN Belgije               | [ 1 ] [ 4 ] [ 5 ]           |
| 1990.  | Svjetsko prvenstvo - 250cc     | Marlboro Team Roberts | Yamaha      | Yamaha YZR250 | Hungaroring       | VN Mađarske              | [ 1 ] [ 4 ] [ 5 ]           |
| 1990.  | Svjetsko prvenstvo - 250cc     | Marlboro Team Roberts | Yamaha      | Yamaha YZR250 | Phillip Island    | VN Australije            | [ 1 ] [ 4 ] [ 5 ]           |
| 1991.  | Svjetsko prvenstvo - 500cc     | Marlboro Team Roberts | Yamaha      | Yamaha YZR500 | Shah Alam         | VN Malezije              | [ 1 ] [ 6 ] [ 7 ]           |
| 1992.  | Svjetsko prvenstvo - 500cc     | Marlboro Team Roberts | Yamaha      | Yamaha YZR500 | Kyalami           | VN Južne Afrike          | [ 1 ] [ 8 ] [ 9 ]           |
| 1993.  | Svjetsko prvenstvo - 500cc     | Cagiva Team Agostini  | Cagiva      | Cagiva C593   | Laguna Seca       | VN SAD-a                 | [ 1 ] [ 10 ] [ 11 ]         |
| 1994.  | Svjetsko prvenstvo - 500cc     | Cagiva Team Agostini  | Cagiva      | Cagiva C594   | Eastern Creek     | VN Australije            | [ 1 ] [ 12 ] [ 13 ]         |
| 1996.  | Svjetsko prvenstvo - Superbike | Ducati Corse          | Ducati      | Ducati        | Misano Adriatico  | Race 1                   | [ 14 ] [ 15 ] [ 16 ] [ 17 ] |
| 1996.  | Svjetsko prvenstvo - Superbike | Ducati Corse          | Ducati      | Ducati        | Misano Adriatico  | Race 2                   | [ 14 ] [ 15 ] [ 16 ] [ 17 ] |
| 1996.  | Svjetsko prvenstvo - Superbike | Ducati Corse          | Ducati      | Ducati        | Laguna Seca       | Race 1                   | [ 14 ] [ 15 ] [ 16 ] [ 17 ] |
| 1996.  | Svjetsko prvenstvo - Superbike | Ducati Corse          | Ducati      | Ducati        | Sentul            | Race 1                   | [ 14 ] [ 15 ] [ 16 ] [ 17 ] |
| 1996.  | Svjetsko prvenstvo - Superbike | Ducati Corse          | Ducati      | Ducati        | Sentul            | Race 2                   | [ 14 ] [ 15 ] [ 16 ] [ 17 ] |
| 1997.  | Svjetsko prvenstvo - Superbike | Castrol Honda         | Honda       | Honda RC45    | Phillip Island    | Race 1                   | [ 14 ] [ 15 ] [ 18 ] [ 19 ] |
| 1997.  | Svjetsko prvenstvo - Superbike | Castrol Honda         | Honda       | Honda RC45    | Misano Adriatico  | Race 2                   | [ 14 ] [ 15 ] [ 18 ] [ 19 ] |
| 1997.  | Svjetsko prvenstvo - Superbike | Castrol Honda         | Honda       | Honda RC45    | Monza             | Race 1                   | [ 14 ] [ 15 ] [ 18 ] [ 19 ] |
| 1997.  | Svjetsko prvenstvo - Superbike | Castrol Honda         | Honda       | Honda RC45    | Laguna Seca       | Race 1                   | [ 14 ] [ 15 ] [ 18 ] [ 19 ] |
| 1997.  | Svjetsko prvenstvo - Superbike | Castrol Honda         | Honda       | Honda RC45    | Laguna Seca       | Race 2                   | [ 14 ] [ 15 ] [ 18 ] [ 19 ] |
| 1997.  | Svjetsko prvenstvo - Superbike | Castrol Honda         | Honda       | Honda RC45    | Assen             | Race 1                   | [ 14 ] [ 15 ] [ 18 ] [ 19 ] |
| 1997.  | Svjetsko prvenstvo - Superbike | Castrol Honda         | Honda       | Honda RC45    | Albacete          | Race 1                   | [ 14 ] [ 15 ] [ 18 ] [ 19 ] |
| 1997.  | Svjetsko prvenstvo - Superbike | Castrol Honda         | Honda       | Honda RC45    | Albacete          | Race 2                   | [ 14 ] [ 15 ] [ 18 ] [ 19 ] |
| 1997.  | Svjetsko prvenstvo - Superbike | Castrol Honda         | Honda       | Honda RC45    | Sentul            | Race 1                   | [ 14 ] [ 15 ] [ 18 ] [ 19 ] |

## Pregled karijere

### Po sezonama - cestovni motociklizam
| sezona | prvenstvo            | momčad                       | konstruktor | motocikl                   | utrka | pobjede | postolja | 1. startna pozicija | najbrži krug | bodova | plasman | izvori                             |
| ------ | -------------------- | ---------------------------- | ----------- | -------------------------- | ----- | ------- | -------- | ------------------- | ------------ | ------ | ------- | ---------------------------------- |
| 1984.  | AMA - Superbike      |                              | Honda       | Honda                      | 4     | 0       | 0        | 0                   |              | 13     | 25.     | [ 20 ] [ 21 ]                      |
| 1985.  | AMA - Superbike      |                              | Honda       | Honda                      | 2     | 0       | 1        | 0                   |              | 23     | 16.     | [ 20 ] [ 22 ]                      |
| 1985.  | AMA - 250 Grand Prix |                              | Yamaha      | Yamaha                     |       | 1       |          |                     |              |        |         | [ 23 ] [ 24 ]                      |
| 1986.  | AMA - Superbike      | Team Yamaha                  | Yamaha      | Yamaha                     | 5     | 0       | 1        |                     |              | 39     | 9.      | [ 20 ] [ 25 ] [ 23 ] [ 24 ]        |
| 1987.  | AMA - 250 Grand Prix | Team Nordica Roberts         | Yamaha      | Yamaha                     | 9     | 5       |          |                     |              | 159    | 1.      | [ 20 ] [ 26 ] [ 23 ] [ 24 ]        |
| 1988.  | SP - 250cc           | Team Lucky Strike Roberts    | Yamaha      | Yamaha YZR250 Yamaha TZ250 | 4 (8) | 0       | 0        | 1                   | 0            | 24     | 19.     | [ 1 ] [ 27 ] [ 20 ] [ 28 ] [ 29 ]  |
| 1988.  | AMA - 250 Grand Prix | Team Yamaha Nordica Roberts  | Yamaha      | Yamaha                     |       | 6       |          |                     |              | 120    | 1.      | [ 20 ] [ 26 ] [ 23 ] [ 24 ]        |
| 1989.  | SP - 500cc           | Team Roberts                 | Yamaha      | Yamaha YZR500              | 1 (3) | 0       | 0        | 0                   | 0            | 5.5    | 35      | [ 1 ] [ 27 ] [ 20 ] [ 2 ] [ 30 ]   |
| 1989.  | SP - 250cc           | Team Yamaha                  | Yamaha      | Yamaha YZR250              | 2     | 2       | 2        | 2                   | 2            | 40     | 14.     | [ 1 ] [ 27 ] [ 20 ] [ 2 ] [ 3 ]    |
| 1989.  | AMA - 600 Supersport |                              | Yamaha      | Yamaha                     |       | 1       |          |                     |              |        |         | [ 23 ] [ 24 ]                      |
| 1989.  | AMA - 250 Grand Prix |                              | Yamaha      | Yamaha                     |       | 6       |          |                     |              | 136    | 1.      | [ 20 ] [ 26 ] [ 23 ] [ 24 ]        |
| 1990.  | SP - 250cc           | Marlboro Team Roberts        | Yamaha      | Yamaha YZR250              | 15    | 7       | 12       | 8                   | 8            | 223    | 1.      | [ 1 ] [ 27 ] [ 20 ] [ 4 ] [ 5 ]    |
| 1991.  | SP - 500cc           | Marlboro Team Roberts        | Yamaha      | Yamaha YZR500              | 15    | 1       | 5        | 2                   | 2            | 161    | 4.      | [ 1 ] [ 27 ] [ 20 ] [ 6 ] [ 7 ]    |
| 1992.  | SP - 500cc           | Marlboro Team Roberts        | Yamaha      | Yamaha YZR500              | 12    | 1       | 4        | 2                   | 0            | 102    | 3.      | [ 1 ] [ 27 ] [ 20 ] [ 8 ] [ 9 ]    |
| 1993.  | SP - 500cc           | Cagiva Team Agostini         | Cagiva      | Cagiva C593                | 4     | 1       | 1        | 1                   | 1            | 51     | 11.     | [ 1 ] [ 27 ] [ 20 ] [ 10 ] [ 11 ]  |
| 1993.  | SP - 250cc           | Team Lucky Strike Suzuki 250 | Suzuki      | Suzuki RGV250              | 7     | 0       | 2        | 0                   | 1            | 80     | 12.     | [ 1 ] [ 27 ] [ 20 ] [ 10 ] [ 31 ]  |
| 1994.  | SP - 500cc           | Cagiva Team Agostini         | Cagiva      | Cagiva C594                | 14    | 1       | 7        | 3                   | 1            | 172    | 3.      | [ 1 ] [ 27 ] [ 20 ] [ 12 ] [ 13 ]  |
| 1996.  | SP - Superbike       | Ducati Corse                 | Ducati      | Ducati                     | 24    | 5       | 12       | 3                   | 4            | 337    | 3.      | [ 14 ] [ 15 ] [ 20 ] [ 16 ] [ 17 ] |
| 1997.  | SP - Superbike       | Castrol Honda                | Honda       | Honda RC45                 | 24    | 9       | 17       | 3                   | 7            | 416    | 1.      | [ 14 ] [ 15 ] [ 20 ] [ 18 ] [ 19 ] |
| 1998.  | SP - 500cc           | Movistar Honda Pons          | Honda       | Honda NSR500 V4            | 11    | 0       | 0        | 0                   | 0            | 64     | 12.     | [ 1 ] [ 27 ] [ 20 ] [ 32 ] [ 33 ]  |
| 1999.  | SP - 500cc           | Kanemoto Nettaxi Honda       | Honda       | Honda NSR500 V4            | 16    | 0       | 1        | 1                   | 0            | 115    | 8.      | [ 1 ] [ 27 ] [ 20 ] [ 34 ] [ 35 ]  |
| 2000.  | AMA - Superbike      | Vance & Hines Ducati         | Ducati      | Ducati 996                 |       | 0       |          |                     |              | 254    | 8.      | [ 20 ] [ 36 ] [ 23 ] [ 24 ]        |

### Po natjecanjima - cestovni motociklizam
| sezone        | prvenstvo               | klasa                     | konstruktor         | sezona | utrka | pobjede | postolja | 1. startna pozicija | najbrži krug |  |
| ------------- | ----------------------- | ------------------------- | ------------------- | ------ | ----- | ------- | -------- | ------------------- | ------------ |  |
|               | AMA                     | Superbike                 | Honda Yamaha Ducati |        |       |         |          |                     |              |  |
|               | AMA                     | 250 Grand Prix 250cc      | Yamaha              |        |       | 18      |          |                     |              |  |
| 1988. – 1993. | Svjetsko prvenstvo (GP) | 250cc                     | Yamaha Suzuki       | 4      | 28    | 9       | 16       | 11                  | 11           |  |
| 1989. – 1999. | Svjetsko prvenstvo (GP) | 500cc                     | Yamaha Cagiva Honda | 7      | 71    | 4       | 19       | 9                   | 4            |  |
|               | AMA                     | 600 Supersport Supersport | Yamaha              |        |       | 1       |          |                     |              |  |
| 1996. – 1997. | Svjetsko prvenstvo      | Superbike                 | Ducati Honda        | 2      | 48    | 14      | 29       | 6                   | 11           |  |

## Vanjske poveznice
- john-kocinski.com, wayback arhiva
- johnkocinski.co.uk, wayback arhiva
- (engl.) motogp.com, John Kocinski  Arhivirana inačica izvorne stranice od 15. travnja 2021. (Wayback Machine)
- (engl.) worldsbk.com, John Kocinski
- (engl.) motorsportmagazine.com, John Kocinski